# Pedesta
Pedesta is een geslacht van vlinders van de familie dikkopjes (Hesperiidae), uit de onderfamilie Hesperiinae.

## Soorten
- P. baileyi (South, 1913)
- P. blanchardii (Mabille, 1876)
- P. masuriensis (Moore, 1878)
- P. panda Evans, 1937
- P. pandita (De Nicéville, 1885)
- P. pedla Evans, 1957
- P. serena (Evans, 1937)